# Lago di İznik
Il lago di İznik (in turco: İznik Gölü) è un lago situato nella provincia di Bursa, in Turchia, localizzato intorno alle coordinate 40°26′01″N 29°31′07″E ed ha un'area di quasi 290,00 km², con una profondità massima di circa 80 m. L'antico nome del lago, "Ascanio", deriva da Ashkuza, parola assira che significa sciti.

## Storia
Nella mitologia greca, durante la guerra di Troia la regione del Lago di İznik era posseduta dai frigi, i quali mandarono truppe per aiutare il re Priamo, guidate dai fratelli Forci e Ascanio, figlio di Aretaone come si legge nell'Iliade.
Ascanio, figlio di Aretaone, non va confuso né con Ascanio, figlio di Enea, né con Ascanio, figlio di Priamo, che appare anche nelle leggende della guerra troiana.
Nel 2018 lo studioso archeologo Mustafa Sahin dell'università Bursa Uludağ, utilizzando delle immagini aeree ha scoperto una chiesa a tre navate sotto tre metri d'acqua sul fondo del lago, a 50 metri dalla costa, ed ha ipotizzato che questa potrebbe essere quella in cui si svolse il primo Concilio di Nicea.

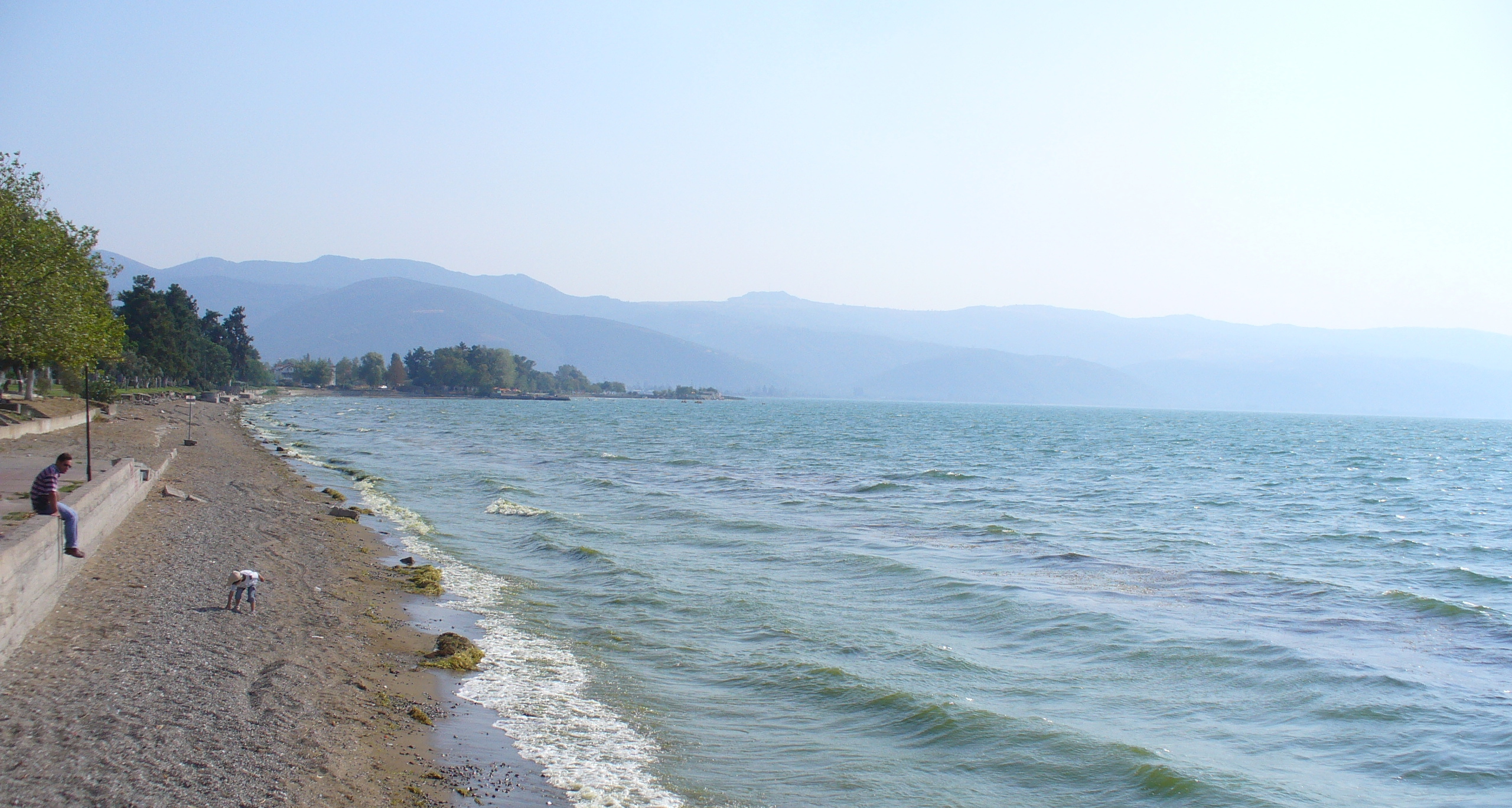
Lago di İznik, come visto dalla città di İznik.